# طواف إيطاليا 1969
طواف إيطاليا 1969 هو سباق دراجات هوائية أقيم في إيطاليا بتاريخ 16 مايو - 8 يونيو، تكون السباق من 23 مرحلة وامتدّ لمسافة 3851 كم بسرعة 36.066 كم/س، استغرق السباق 106 ساعة 47 دقيقة 03 ثانية. فاز به الإيطالي فيليتشي جيموندي.

## الترتيب
| م                     | الدرّاج          | البلد   | الزمن                      |
| --------------------- | --------------- | ------- | -------------------------- |
| الفائز بالترتيب العام | فيليتشي جيموندي | إيطاليا | 106 ساعة 47 دقيقة 03 ثانية |
| حسب النقاط            | فرانكو بيتسي    | إيطاليا | -                          |